# Domenico Antognini
Domenico Antognini (* 1. Februar 1770 in Vairano; † 10. Juni 1834 in Locarno) war ein Schweizer Anwalt, Politiker und Tessiner Staatsrat.

## Biografie
Domenico Antognini war Sohn von Giuseppe Antonio und der Maria Lucia, geborene Branca. Er war als Politiker einer der vier Delegierten, die von der Versammlung von Locarno und Valle Maggia ernannt wurden, um die Interessen ihrer Regionen vor dem Schweizer Direktorium und dem französischen Kommissar Jean-Jacques Rapinat zu vertreten.
Im Jahr 1798 war er Mitglied der Verwaltungskammer des Kantons Lugano. Er war Abgeordneter des Bezirks Gambarogno im Tessiner Grossen Rat von 1803 bis 1821. Überdies war er Richter am Appellationsgericht von 1803 bis 1809, Mitglied des Kleinen Rates von 1809 bis 1815, Ersatzrichter am Appellationsgericht von 1824 bis 1830 und Richter am Strafgericht von Locarno von 1830 bis 1834.